# Sabanejewia balcanica
Il cobite dei Balcani o cobite dorato (Sabanejewia larvata) è un pesce d'acqua dolce appartenente alla famiglia Cobitidae.

## Distribuzione e habitat
Questa specie è presente nell'intero bacino idrografico del Danubio ed in alcuni tributari del mar Egeo come Maritza, Gallikos e Pinios.
Vive in tratti fluviali caratterizzati da corrente vivace, acque trasparenti e fondale di sabbia o ghiaietto fine, con poche piante acquatiche. Si trova più spesso nei torrenti che nei grandi fiumi, dove comunque è stata incontrata molte volte.

## Descrizione
Come tutti i membri del genere Sabanejewia questa specie si distingue dai Cobitis a causa della serie di grandi macchie scure rotondeggianti allineate sui fianchi. In questa specie le macchie sono 8-17 (di solito 10-17). Sotto la fila di grandi macchie non c'è nessuna fila di punti scuri come in altri membri del genere ed inoltre tra le macchie laterali non si hanno punti scuri ma lo spazio tra le chiazze è chiaro, quasi argenteo. La pinna dorsale è inserita sopra la base delle pinne ventrali.
Misura al massimo 9 cm.

## Biologia
Specie notturna che passa le ore del giorno infossata nel sedimento.

### Riproduzione
Avviene in primavera, le uova vengono sparse sul fondo senza la costruzione di alcun nido.

## Tassonomia
La tassonomia del genere Sabanejewia è ancora poco chiara, la specie Sabanejewia aurata è probabilmente da ritenersi sinonimo di S. balcanica.